# Virgo (astrología)
En astrología, Virgo (♍︎) es el sexto signo del zodíaco, el tercero de naturaleza negativa (femenina) y de cualidad mutable. Simboliza el trabajo y su símbolo representa una virgen. Pertenece junto a Tauro y Capricornio al elemento Tierra. Al igual que Géminis, está también regido por Mercurio. Su signo opuesto y complementario es Piscis. Manilio dice que el dios que tutela este signo es Ceres y que Virgo rige el vientre.
En la astrología tropical, basada en la división en doce partes iguales de 30 grados de la eclíptica, se considera que alguien es de Virgo cuando nace entre el 24 de agosto al 23 de septiembre, o también, dado que las fechas de inicio y fin pueden cambiar cada año en función al momento exacto del equinoccio de marzo y al huso horario del lugar en el planeta en donde se nace, el 22 de agosto al 23 de septiembre.
En la astrología sideral, basada en el tránsito del Sol sobre las constelaciones, se considera que alguien es de signo Virgo cuando nace entre el 16 de septiembre y el 15 de octubre.

## Mitología
El catasterismo de la Virgen tiene varias versiones: 
- Eratóstenes nos dice que Hesíodo, en la Teogonía, dejó dicho que ésta es hija de Zeus y Temis, y que se llama Dike («Justicia») —o Astrea según los poetas romanos—. Arato, que toma de este la historia, dice también que al principio, aun siendo inmortal, habitaba con los hombres en la tierra; que los varones no la veían y ella se estaba entre las mujeres, las cuales la llamaban Justicia. Ahora bien, cuando estos cambiaron de forma de ser y dejaron de velar por lo justo, ya no siguió con ellos sino que se retiró a los montes. Más tarde se produjeron disensiones y guerras entre aquéllos y, dice, sintiendo odio de su absoluta injusticia, regresó al cielo. Finalmente la enfermedad llegó a ser tan extrema que se dijo que había nacido la Raza de Bronce.[11][12]
- El autor repasa las otras variantes y dice que otros relatos se cuentan, en gran número, acerca de ella, pues unos dicen que es Deméter porque sostiene una espiga, otros que Isis, Atargatis o Tique (Fortuna), por lo cual también la pintan sin cabeza. Aún se cuentan dos versiones más. Algunos la han llamado Erígone, hija de Icario. Otros la llaman hija de Apolo por Crisótemis, una niña, llamada Pártenos («virgen»). Apolo la colocó entre las constelaciones porque murió joven.[11][12]